# Campo Sant'Angelo
El Campo Sant'Angelo o, en venecià, campo Sant'Anzolo és una plaça de Venècia, situada al sestiere de San Marco, a mig camí de la ruta que connecta el Campo Manin i el Campo Santo Stefano.
El camp deu el seu nom a l'església del mateix nom ara enderrocada.

## Descripció

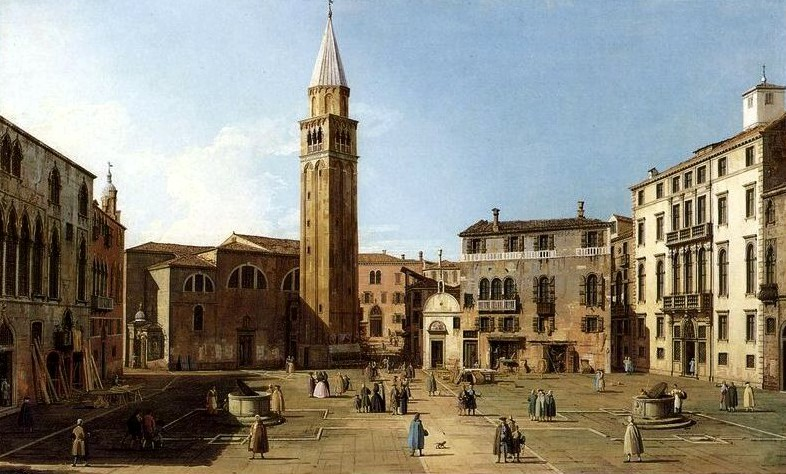
Campo Sant'Angelo en una pintura de Canaletto: al centre l'església ara enderrocada

El Campo Sant'Angelo és un gran espai obert amb una planta mixtilínia, situat en un punt de pas freqüent, al cor de la ciutat: d'aquí es ramifiquen els carrers que condueixen a Santo Stefano (i per tant al Pont de l'Acadèmia), a Campo Manin (i per tant a Campo S. Luca i d'aquí a Rialto i S. Marco) i secundàriament els que per un costat condueixen al Gran Canal, a l'embarcador anomenat Sant'Angelo, i per l'altre al Teatre La Fenice.
El campo estava tancat al canal per l'església de San Michele Arcangelo, enderrocada al segle XIX arran de les repressions napoleòniques dels anys 1807-1810.
Els edificis de major importància històrica i arquitectònica que donen a la plaça són el Palau Trevisan Pisani, el Palau Gritti Morosini, el Palau Duodo i el complex del monestir de Santo Stefano. El portal ogival d'aquest últim és visible externament al pont, embellit amb una lluneta amb un baix relleu amb restes de policromia que representa Sant Agustí entre els monjos, així com les dues estructures del pont que connecten les seccions construïdes en dues illes diferents.
Al costat oest de la plaça també hi ha el petit Oratori de l'Annunziata, de fundació molt antiga (va ser encarregat pels Morosini al segle X), un lloc de culte tradicional per a la Scola dei Zoti, avui enriquit per cinc vitralls de Murano, obra de Luciano Canal.
També hi ha dos pous amb capçals de pou del segle XV, tots dos situats entre el Palau Gritti i el Palau Duodo.